# Simplicia sicca
Simplicia sicca là một loài bướm đêm trong họ Noctuidae.